# Fadern
Fadern (t.l. Il padre) è un film del 1969 diretto da Alf Sjöberg. La pellicola, tratta dall'omonimo lavoro teatrale scritto nel 1887 da August Strindberg, fu presentata in anteprima alla 30ª Mostra del cinema di Venezia nell'agosto 1969.

## Trama
Svezia, inizio del XX secolo. Adolf è un militare di carriera, espressione di una società patriarcale, fatta di idee di disciplina e di certezze scientifiche. Laura, la moglie, è una donna dura e ostile, che cerca di aprirsi un varco di potere insinuandosi tra le crepe dei principi del marito. I due combattono un sottile duello utilizzando l'unica figlia Bertha come arma: Laura comincia a porre dei problemi sulla sua educazione, vorrebbe che rimanesse a casa e diventasse un'artista mentre Adolf è favorevole a mandarla a studiare in città per diventare maestra. La moglie comincia ad avanzare dei dubbi sulla effettiva paternità di Adolf, si rivolge al medico di famiglia per farlo interdire, confidandogli di aver visto suo marito effettuare degli esperimenti al microscopio alla ricerca di tracce di vita extraterrestre, e gli parla di una lettera, in cui lo stesso Adolf dichiara di temere di andare verso la follia.
La sfida della moglie verso il marito assume toni sempre più accesi, fino a quando Adolf, sempre più privo di argomenti per difendersi, lancia una lampada a petrolio accesa verso di lei. Travolto dal male che lo circonda e colpevole egli stesso di questo male, Adolf non può che consumarsi e morire di pazzia, rifugiandosi infine tra le braccia della vecchia governante.